# Ancylosis
Ancylosis é um gênero de mariposa pertencente à família Crambidae.